# Unione Sportiva Albese 1978-1979
Questa pagina raccoglie le informazioni riguardanti l'Unione Sportiva Albese nelle competizioni ufficiali della stagione 1978-1979.

## Rosa
| N. |                   | Ruolo | Calciatore         |
| -- | ----------------- | ----- | ------------------ |
|    | Italia (bandiera) |       | Bernardi           |
|    | Italia (bandiera) | A     | Luciano Boggian    |
|    | Italia (bandiera) | C     | Alberto Carelli    |
|    | Italia (bandiera) | P     | Carmelo Condorelli |
|    | Italia (bandiera) | D     | Claudio De Gasperi |
|    | Italia (bandiera) | D     | Giuseppe Dezio     |
|    | Italia (bandiera) | A     | Giacomo Dogliani   |
|    | Italia (bandiera) | C     | Manuel Dominicali  |
|    | Italia (bandiera) | D     | Gianni Furlano     |
|    | Italia (bandiera) |       | La Bella           |
|    | Italia (bandiera) | C     | Enrico Lombardi    |

| N. |                   | Ruolo | Calciatore             |
| -- | ----------------- | ----- | ---------------------- |
|    | Italia (bandiera) | C     | Liviano Luciani        |
|    | Italia (bandiera) | P     | Giuliano Manfredi      |
|    | Italia (bandiera) | D     | Roberto Manica         |
|    | Italia (bandiera) | C     | Pietro Orsini          |
|    | Italia (bandiera) | A     | Alessandro Quagliaroli |
|    | Italia (bandiera) | C     | Salvatore Rampanti     |
|    | Italia (bandiera) | D     | Franco Rossi           |
|    | Italia (bandiera) | A     | Renzo Scandrellato     |
|    | Italia (bandiera) | D     | Giuseppe Strumia       |
|    | Italia (bandiera) |       | Todaro                 |

## Risultati

### Campionato

#### Girone di andata
| 1º ottobre 1978 1ª giornata | Prato | 2 – 0 | Albese |  |

| 8 ottobre 1978 2ª giornata | Montecatini | 3 – 0 | Albese |  |

| 15 ottobre 1978 3ª giornata | Albese | 1 – 1 | Sanremese |  |

| 22 ottobre 1978 4ª giornata | Cerretese | 5 – 2 | Albese |  |

| 29 ottobre 1978 5ª giornata | Albese | 1 – 1 | Montevarchi |  |

| 5 novembre 1978 6ª giornata | Olbia | 0 – 0 | Albese |  |

| 12 novembre 1978 7ª giornata | Albese | 4 – 0 | Derthona |  |

| 19 novembre 1978 8ª giornata | Viareggio | 0 – 0 | Albese |  |

| 26 novembre 1978 9ª giornata | Albese | 3 – 0 | Carrarese |  |

| 3 dicembre 1978 10ª giornata | Imperia | 1 – 0 | Albese |  |

| 10 dicembre 1978 11ª giornata | Albese | 1 – 1 | ALMAS |  |

| 17 dicembre 1978 12ª giornata | Civitavecchia | 0 – 0 | Albese |  |

| 30 dicembre 1978 13ª giornata | Albese | 1 – 2 | Savona |  |

| 7 gennaio 1979 14ª giornata | Albese | 2 – 1 | Grosseto |  |

| 14 gennaio 1979 15ª giornata | Siena | 2 – 2 | Albese |  |

| 21 gennaio 1979 16ª giornata | Albese | 0 – 0 | Sangiovannese |  |

| 28 gennaio 1979 17ª giornata | Massese | 1 – 1 | Albese |  |

#### Girone di ritorno
| 4 febbraio 1979 18ª giornata | Albese | 1 – 1 | Prato |  |

| 11 febbraio 1979 19ª giornata | Albese | 1 – 2 | Montecatini |  |

| 18 febbraio 1979 20ª giornata | Sanremese | 3 – 0 | Albese |  |

| 25 febbraio 1979 21ª giornata | Albese | 2 – 1 | Cerretese |  |

| 4 marzo 1979 22ª giornata | Montevarchi | 0 – 1 | Albese |  |

| 11 marzo 1979 23ª giornata | Albese | 1 – 0 | Olbia |  |

| 25 marzo 1979 24ª giornata | Derthona | 1 – 1 | Albese |  |

| 1º aprile 1979 25ª giornata | Albese | 1 – 0 | Viareggio |  |

| 8 aprile 1979 26ª giornata | Carrarese | 1 – 0 | Albese |  |

| 22 aprile 1979 27ª giornata | Albese | 0 – 0 | Imperia |  |

| 29 aprile 1979 28ª giornata | ALMAS | 1 – 1 | Albese |  |

| 6 maggio 1979 29ª giornata | Albese | 1 – 1 | Civitavecchia |  |

| 13 maggio 1979 30ª giornata | Savona | 1 – 0 | Albese |  |

| 20 maggio 1979 31ª giornata | Grosseto | 1 – 0 | Albese |  |

| 27 maggio 1979 32ª giornata | Albese | 1 – 0 | Siena |  |

| 3 giugno 1979 33ª giornata | Sangiovannese | 3 – 1 | Albese |  |

| 9 giugno 1979 34ª giornata | Albese | 3 – 2 | Massese |  |